# Jarosław Zieliński
Jaroslav Zieliński (Lubycza Królewska, 31 mars 1844 – Santa Barbara, 25 juillet 1922) est un pianiste, compositeur, pédagogue et critique musical américain d'origine polonaise.

## Biographie
Zieliński étudie au Conservatoire de Lviv avec Karol Mikuli et plus tard au Conservatoire de Vienne avec Julius Schulhoff.
Il combat lors du soulèvement de janvier et est blessé. En 1864, il émigre aux États-Unis, où il rejoint la cavalerie et participe à la guerre civile du côté de l'Union. À la fin de la guerre, il est de retour à sa profession de musicien. Il a d'abord vécu à New York, puis à Buffalo et à partir de 1910, à Los Angeles. C'est là qu'il crée un trio et est directeur de l'école de musique. En tant que compositeur, Il compose une série de pièces pour piano et de mélodies. Il gagne une grande notoriété en tant que critique musical et fin connaisseur de la musique d'Europe de l'Est.
La collection de la bibliothèque de Zelinsky est devenue le fondement de la division de la musique de la bibliothèque municipale de Los Angeles.

## Pour approfondir